# Houlette (agriculture)
Pour les articles homonymes, voir Houlette et Crosse.

Houlette (sensu stricto) sur le blason de la ville de Bischholtz.

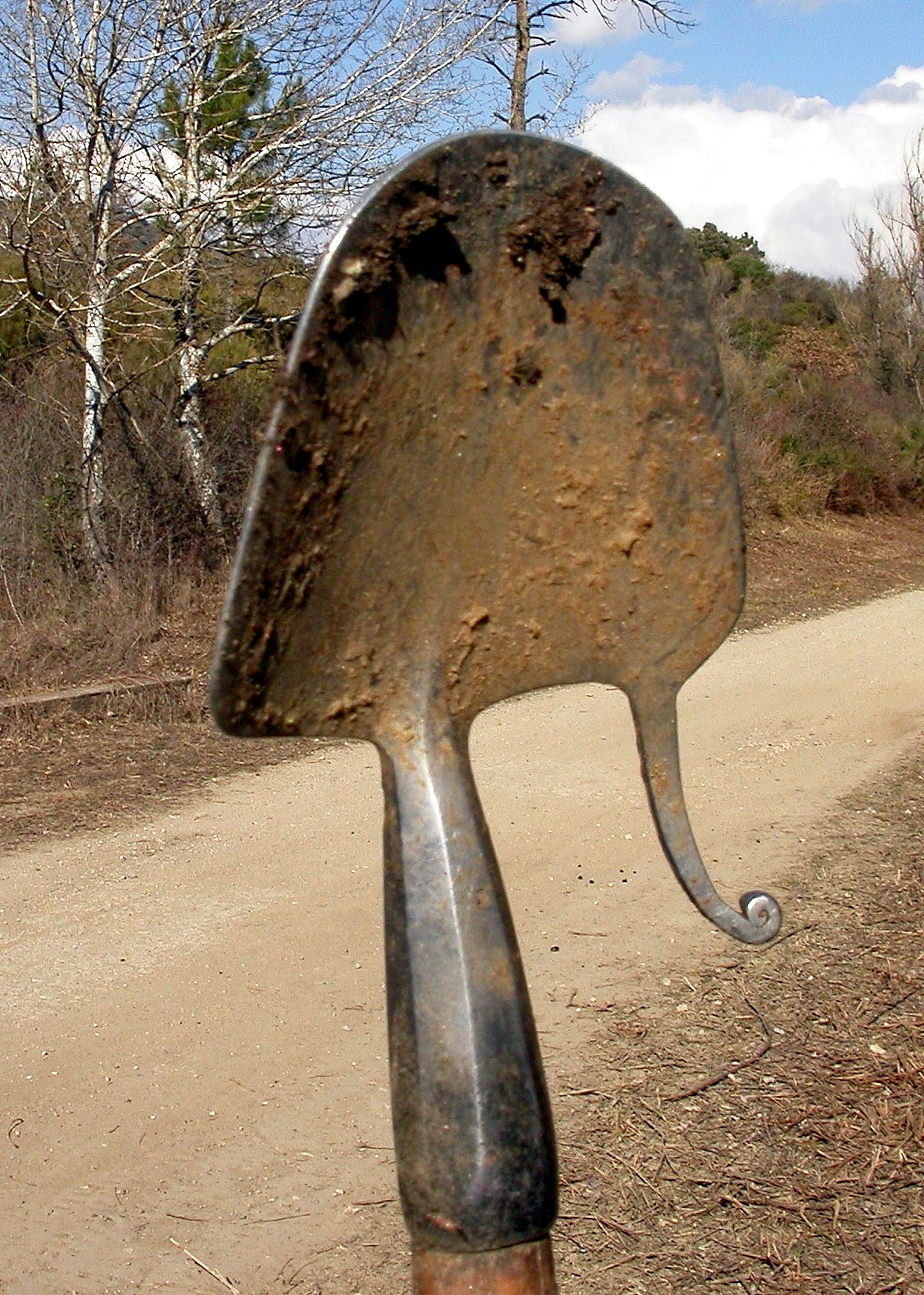
Fer de bâton de berger non emmanché : houlette et crosse. On pouvait démancher ces fers imposants pour guider ou corriger les bêtes au bâton.

La houlette et le crochet (ou la crosse) sont les deux outils que l'on peut trouver à l'extrémité d'une longue canne, le fameux bâton instrument et symbole du berger.
Le bâton de berger est un instrument utilisé par les bergers pour s'occuper de leurs troupeaux. Il est composé d'un long bâton souvent en bois avec un crochet assez serré à son bout. Ce bâton aussi appelé houlette (au sens large) permet au berger de saisir à distance la patte arrière d'un animal méfiant, un mouton ou une chèvre le plus souvent, pour le ramener dans le troupeau ou encore l'amener à lui.
Le bâton de berger est quelquefois terminé par une plaque en métal (houlette sensu stricto, étymologiquement petite houe) qui permettait aux bergers de creuser la terre, pour détacher des mottes de terre et les lancer aux animaux qui s'éloignaient du troupeau. L'autre extrémité du bâton est parfois munie d'une pointe comme l'était l'aiguillon des bouviers.
Ces types de bâtons de berger sont souvent représentés dans la peinture de la fin du Moyen Âge jusqu’au XVIIIe siècle.
La canne de berger possêde une crosse moins serrée comme une canne de marche. Elle permet la saisie des animaux par le cou et un appui plus facile pour le berger. Les cannes doubles comportent une crosse à chaque extrémité : une large et une étroite. La canne de marchand (ou canne de maquignon) permet aussi de saisir les moutons par le cou
Il existe aussi des crosses plus petites pour saisir les volailles (poules, dindes) par une patte.

## Polysémie
Le Petit Robert donne pour définition de la houlette : « Bâton de berger, muni à son extrémité d'une plaque de fer en forme de gouttière servant à jeter des mottes de terre ou des pierres aux moutons qui s'éloignent du troupeau. »
Cette définition est parfois reprise. Il semble que la définition présentant la houlette comme le « bâton à crochet » est celle qui correspond au mieux à son usage dans les années 2020. Le gardiennage des troupeaux étant de moins en moins pratiqué en France, l'usage de la houlette disparaît, même si l'appellation demeure. Aussi, les houlettes du commerce en France sont en fait des crosses ou des cannes. 
L'objet prend aussi racine dans une réalité très lointaine, puisque déjà le Pharaon, le jour de son sacre, recevait une houlette et un fléau, houlette dont l'image, retrouvée dans les écrits et l'iconographie de l'Égypte ancienne, correspond à celle du « bâton à crochet ».

## Fonctions

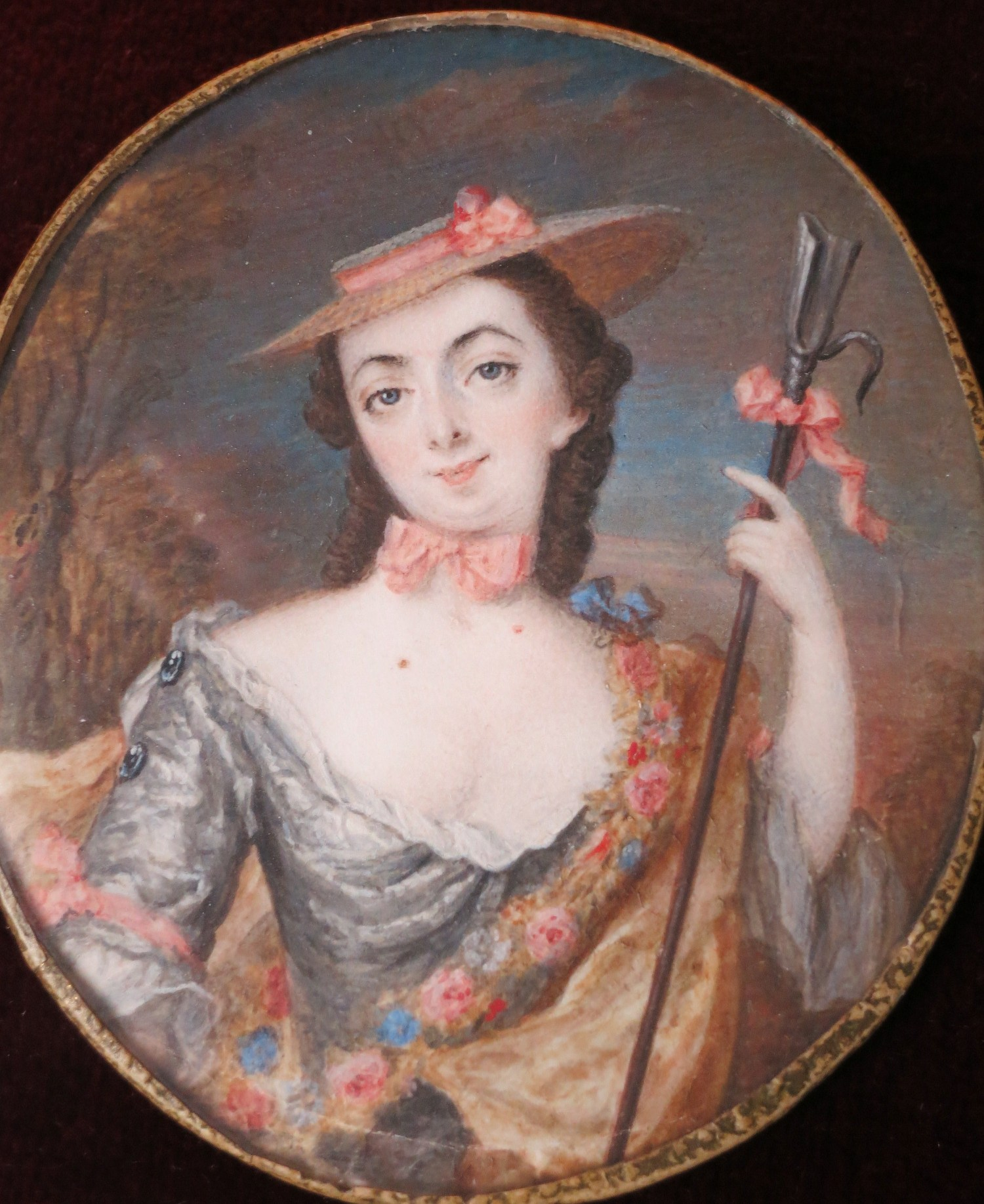
Marie-Aurore de Saxe en bergère avec un bâton à houlette et crosse, vers 1770.

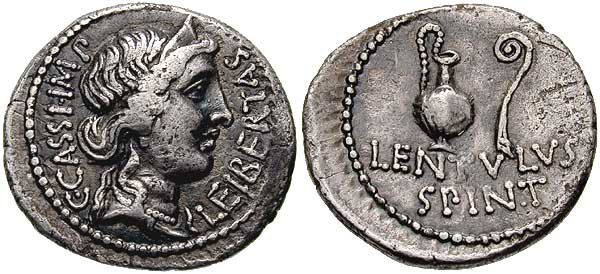
Lituus « augural » et « royal » sur l'envers d'une médaille romaine.

La houlette est utilisée par le berger qui garde ses moutons au pâturage. Pour ramener les bêtes qui s'écartent du troupeau, il peut jeter des pierres vers celles-ci, qui, apeurées, reviennent vers le groupe. La partie houlette (petite houe), plaque métallique fixée à l'extrémité du bâton et creusée en forme de gouttière, peut servir à ramasser, sans avoir à se baisser, une pierre ou une petite motte de terre arrachée au sol et à la lancer très loin et avec précision. La partie en crochet sert à saisir aisément le petit bétail, sans l'effrayer par son approche. La courbe du crochet et son écartement sont conçus pour permettre au berger de saisir  une bête (brebis, bélier, agneau, chèvre, bouc, cabri) par la patte arrière, afin de lui administrer par exemple des soins. Certaines crosses plus larges permettent de saisir l'animal par le cou, de même que la canne de berger. La prise par la patte au-dessus du jarret assure le meilleur maintien.

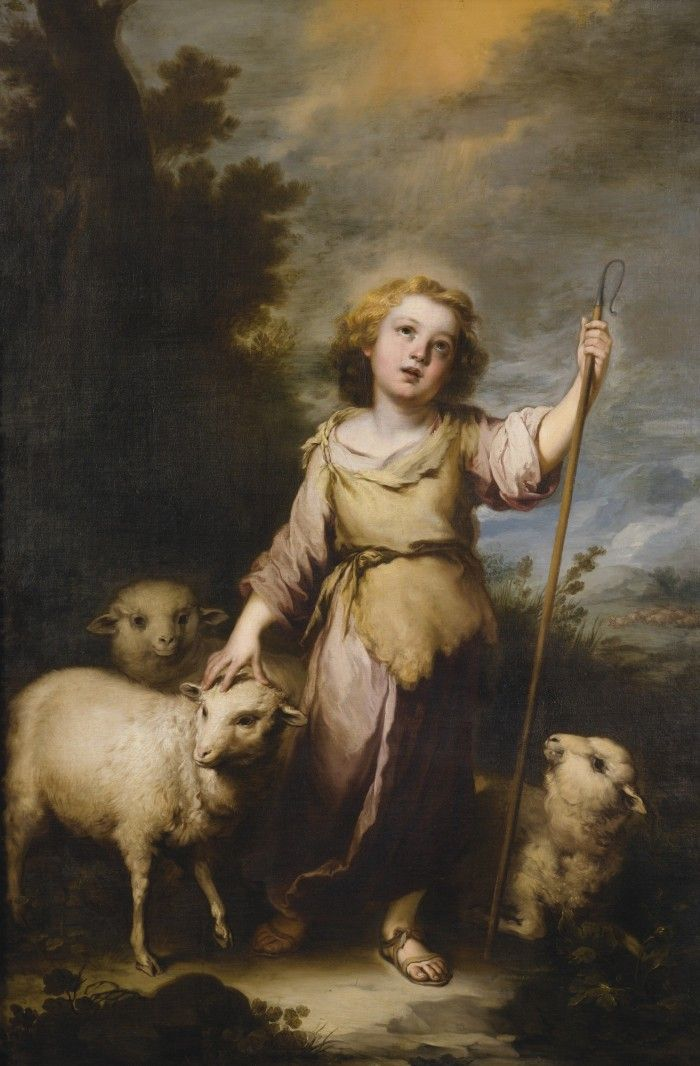
Le bon Pasteur (Murillo), vers 1660. Pastoureau avec sa crosse, symbole chrétien du Bon Pasteur.

Crosse ou canne de berger sur le blason de la ville de Brion (Lozère). L'extrémité basse du bâton est pointue.

Ce bâton facilite la marche du pâtre et le soulage de sa station debout par appui du corps en avant, comme un trépied. 

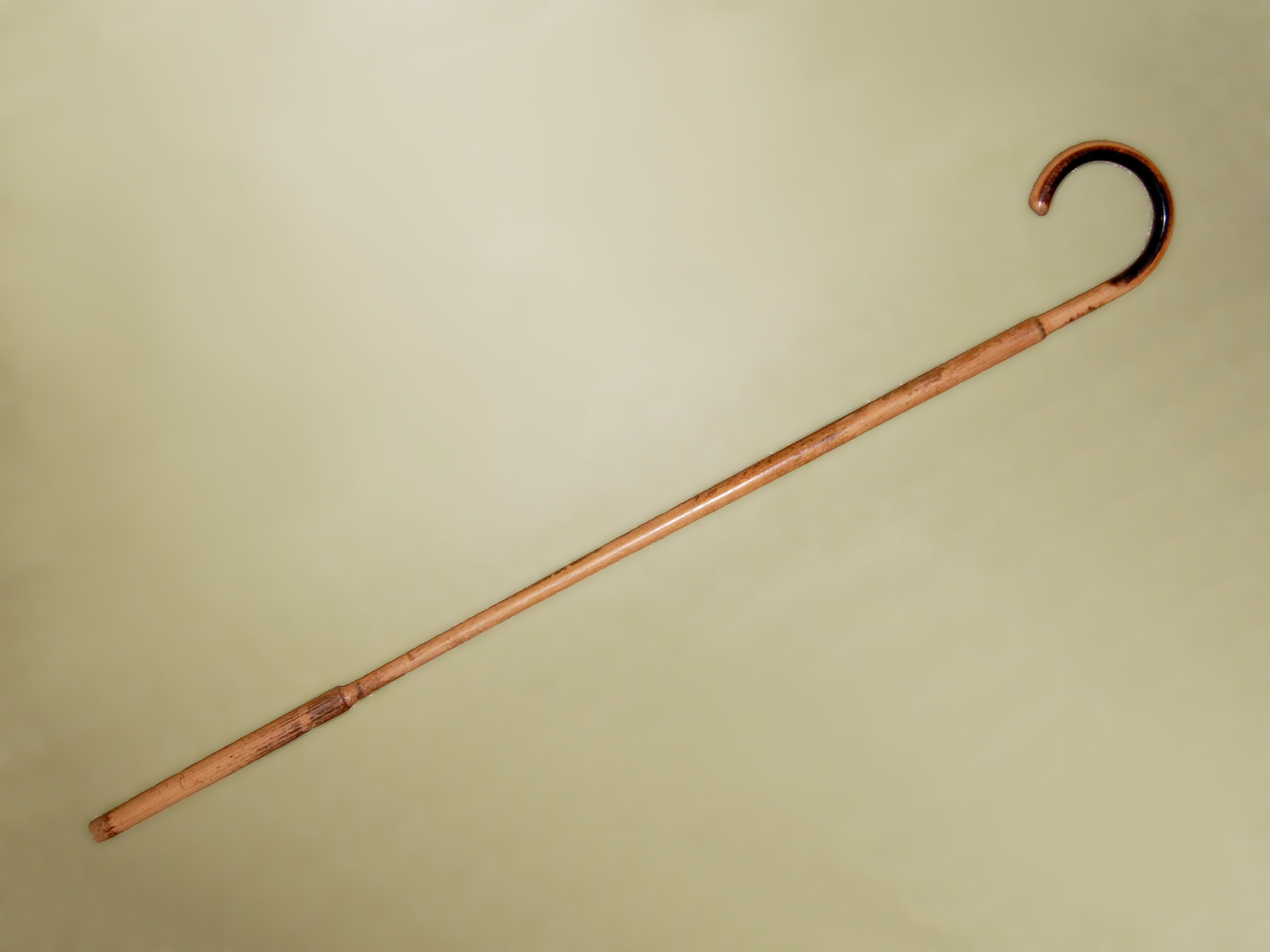
Canne de marchand, Châlus. Le rétrécissement du bâton permet un effet de fouet.

Le crochet permet au berger de se tenir à une plus grande distance de l'animal que s'il devait s'en saisir à la main. Cet outil est d'autant plus utile que les ovins et les caprins, même familiers, restent méfiants et ressentent la tension qui apparaît lorsque le berger forme le projet d'attraper un animal du troupeau. Les ovins sont des animaux peureux et sensibles au stress. Ils fuient le danger immédiatement et sans retenue dans un premier temps, puis leur instinct grégaire les pousse à se regrouper aussitôt, même si la cause du danger est toujours présente. Il s'ensuit un mouvement de panique dans le troupeau, qu'un berger avisé évite par des gestes mesurés et une attitude calme lors de ses interventions.
Au contraire, le crochet de berger simple est une crosse montée sur une tige courte à poignée. Il est utilisé pour maintenir l'animal auprès du berger pour des examens, voire des soins. La canne double permettant au choix un maintien lâche par le cou ou une saisie ferme au jarret semble assez appréciée des éleveurs.
En dehors de la houlette sensu stricto, ces outils peu coûteux restent d'actualité comme instruments d'appoint dans les élevages modernes ; cependant le tri, la contention et les soins y sont organisés sur la base d'un couloir de contention assorti éventuellement d'un parc de tri, pour le moins dans les élevages de plein air.

## Symbolique

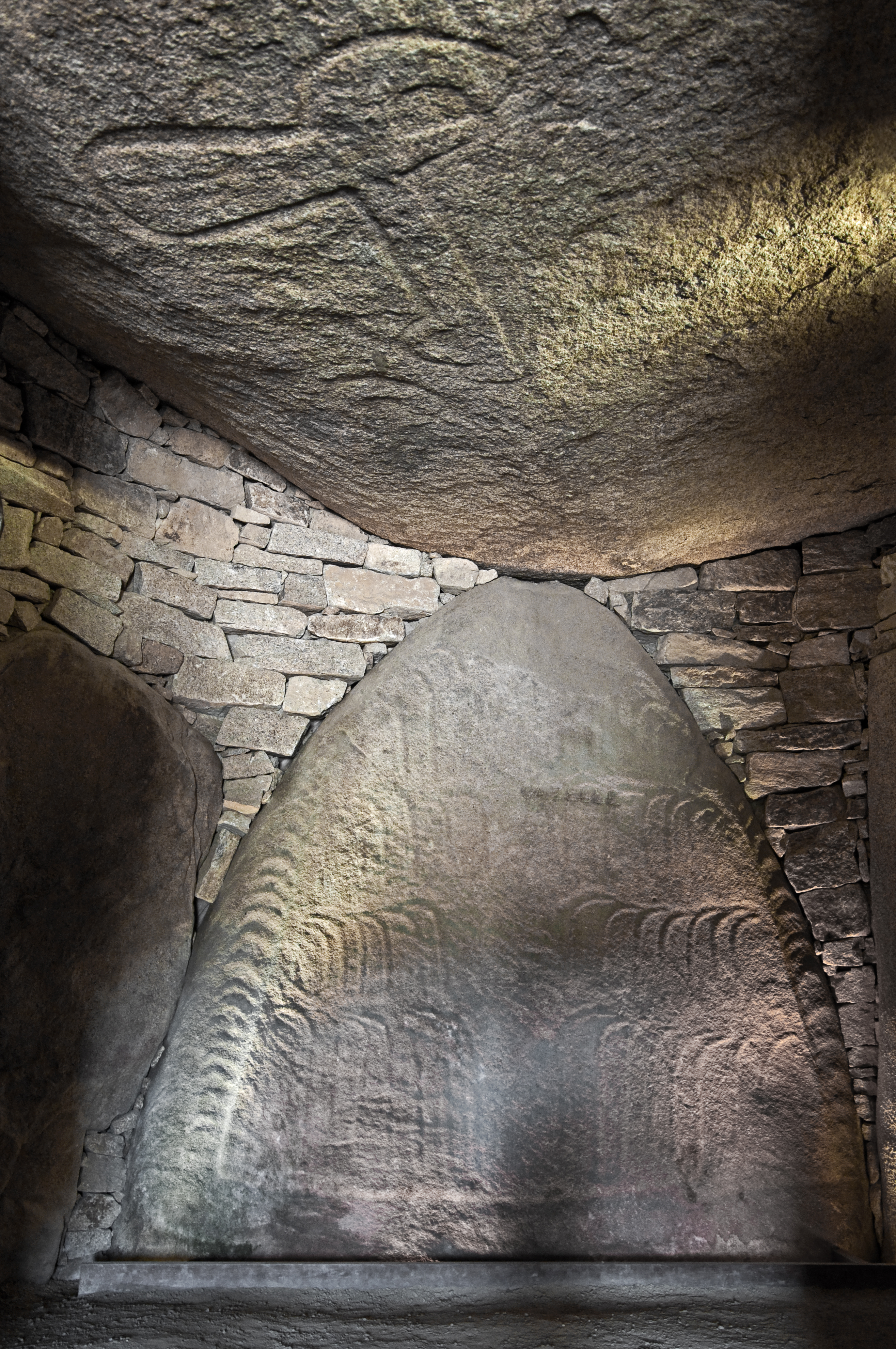
Dalle de chevet de la Table des Marchand : un paradigme dans l'interprétation des crosses gravées sur ce mégalithe, qui voit celles-ci comme des bâtons de berger, est désormais remis en cause : elles seraient plutôt des bâtons de jet.

### Iconographie néolithique
Le signe « crosse » dans le corpus européen de la Préhistoire récente peut avoir un sens ésotérique (insigne de pouvoir) ou un sens exotérique (bâton de berger, faucille, arme de jet par des chasseurs-cueilleurs) sans que l'iconographie soit explicite sur cette symbolique.

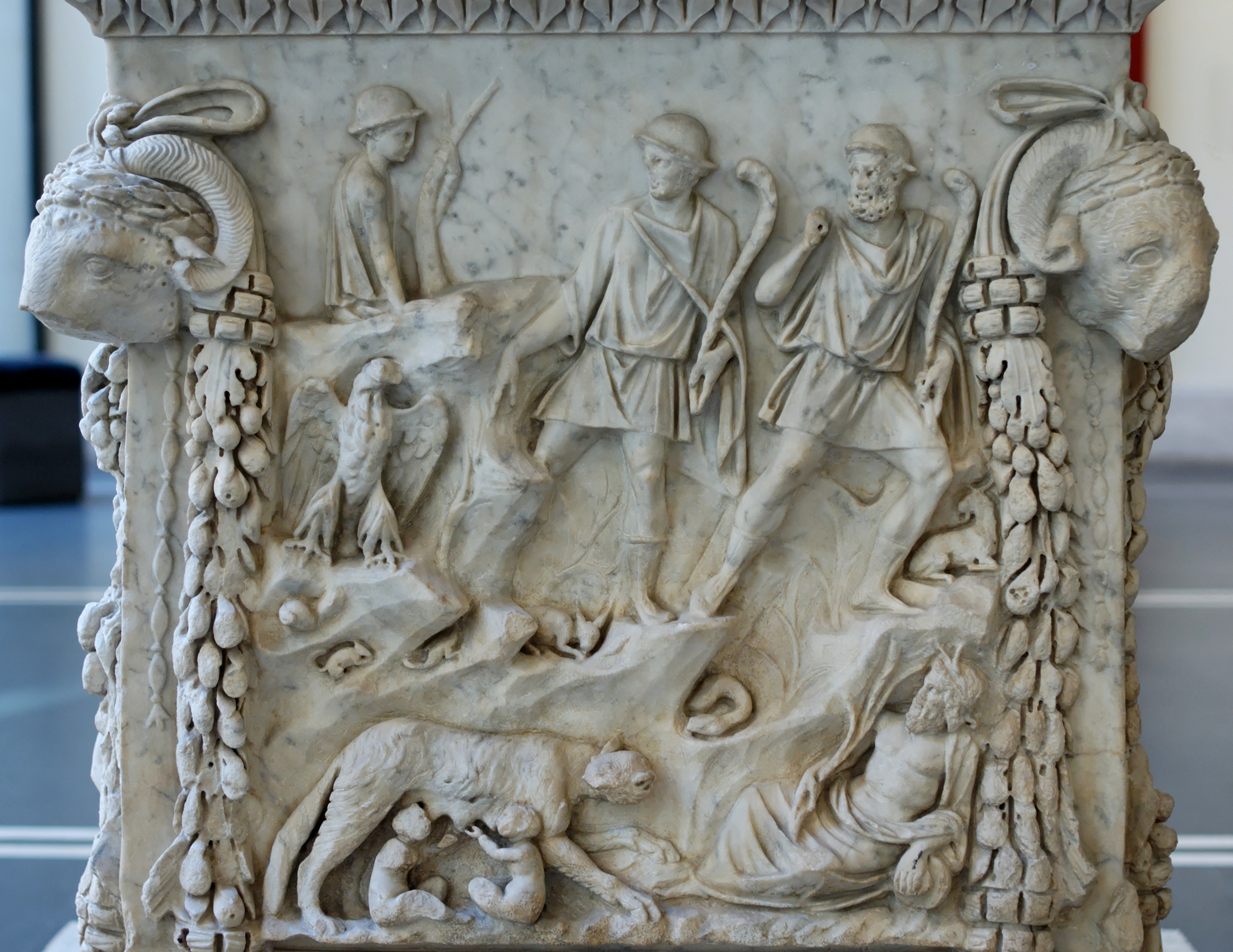
Sur cette Nativité de Romulus et Rémus, des bergers sont représentés avec des bâtons à crosse partiellement recourbée, rappelant des massues. Bas-relief de la fin du règne de Trajan.

### Iconographie royale et guerrière

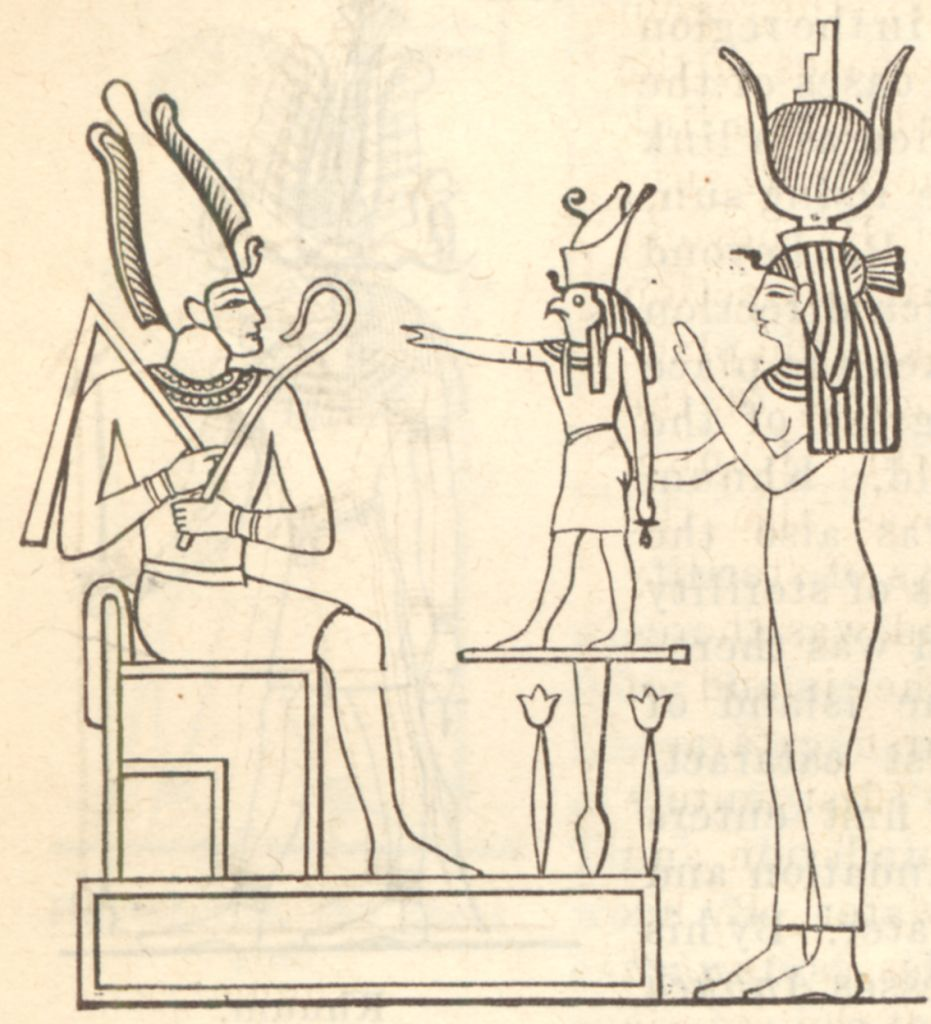
Horus et Isis devant Osiris tenant le fouet (nekhekh) et la houlette (heqa) en forme de crochet. Guide Baedeker 1885.

La héqa, une crosse, faisait partie des regalia des pharaons.

L’image métaphorique du roi menant son peuple se serait très vite substituée à celle du berger conduisant son troupeau, comme le montre le sceptre héqa, un des attributs du pharaon. L'origine du sceptre royal serait donc un bâton de berger ou de guerre, voire une massue. Il peut en être de même pour le bâton de maréchal.

### Iconographie pastorale

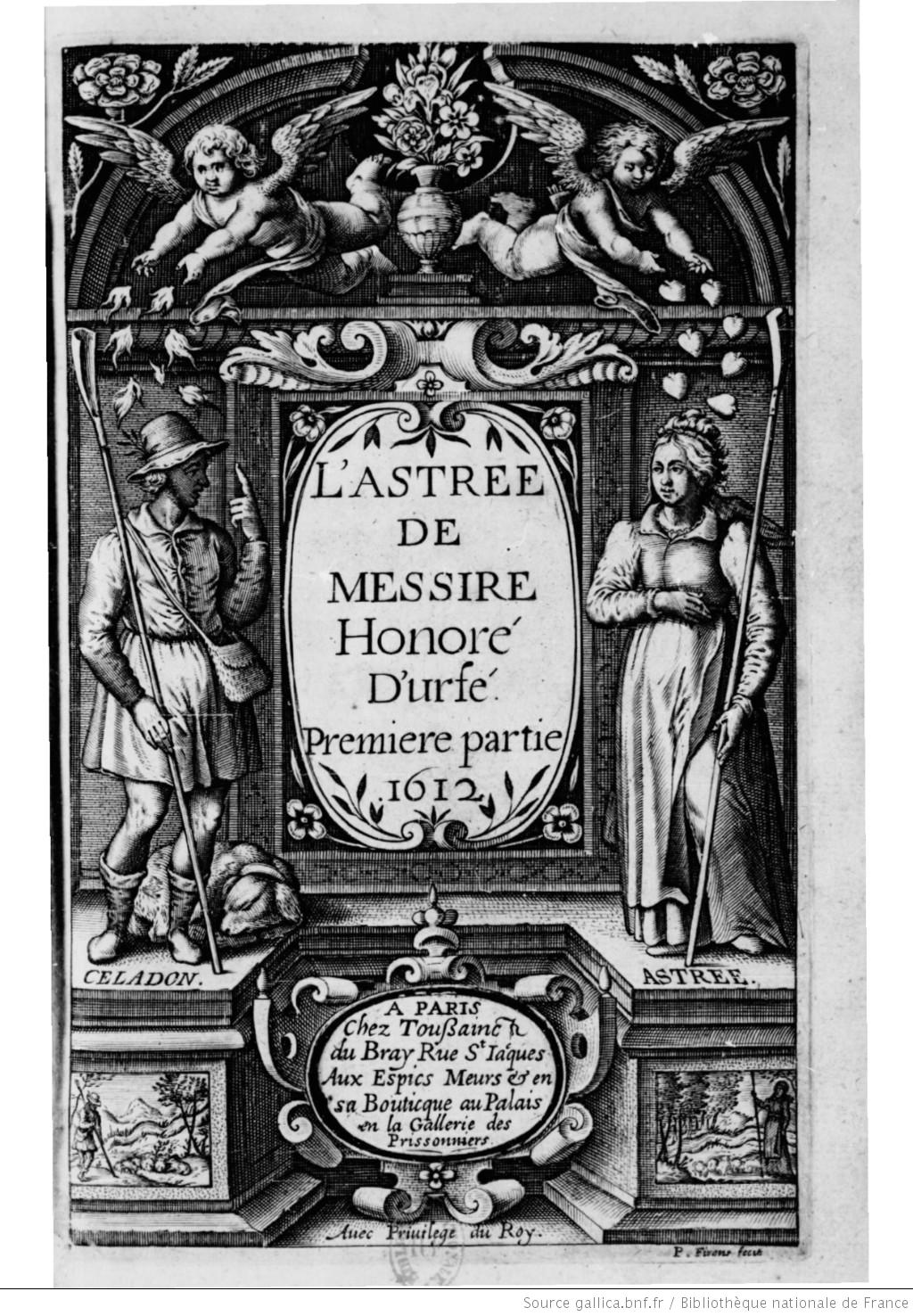
Astrée et Céladon tenant la houlette, dans le roman pastoral L'Astrée d'Honoré d'Urfé. Frontispice de l'édition de 1612.

La récupération du mot houlette et de l'objet par l'Église ne s'opère qu'au XIIIe siècle.
Dans l'iconographie pastorale, la houlette tient une place de choix, non seulement parce qu'elle fait partie de l'image emblématique du berger, mais aussi parce qu'elle se retrouve dans les représentations bibliques sous la forme de la crosse de l'évêque.
« Le Seigneur est mon berger » (Jn 10,1-18 & 27-30)
« Le bon pasteur connaît ses brebis, et ses brebis le connaissent » (Ez 34)
« Quand je marche dans la vallée de l'ombre de la mort, Je ne crains aucun mal, car tu es avec moi, ta houlette et ton bâton me rassurent. » (Livre 19. Psaume 23:4)
Chez les peuples du Moyen-Orient biblique, les rois étaient communément représentés comme pasteurs et leurs sceptres étaient des houlettes.

### Calendrier républicain
La houlette voyait son nom attribué au 30e jour et dernier du mois de floréal du calendrier républicain, généralement chaque 19 mai du calendrier grégorien.